# Jade Hameister
Jade Hameister OAM (* 5. Juni 2001) ist eine Australierin, der im Alter von 16 Jahren als bisher jüngster Person der „Polar-Hattrick“ gelang: Sie fuhr auf Skiern zum Nord- und Südpol, und überquerte die zweitgrößte Eiskappe der Erde: Grönland. Hameister legte auf diesen drei Missionen über 1.300 km zurück und verbrachte insgesamt fast vier Monate im Eis.
Über ihre „Polar-Quest“-Expeditionen durch Grönland und zum Südpol wurde 2018 eine abendfüllende Dokumentation des National Geographic veröffentlicht.

## Nordpol
Im April 2016 legte Hameister von 88° 40′ nördlicher Breite aus 150 Kilometer über das Polareis zurück und erreichte den Nordpol. Damit wurde sie die jüngste Person in der Geschichte, die von einem Ort außerhalb des 89. Breitengrads auf Skiern zum Nordpol gelangte.
Hameister war mit ihrem 50 kg schweren Schlitten täglich acht bis zehn Stunden bei Temperaturen bis −40 °C unterwegs und musste dabei Risse im Eis umgehen und Presseisrücken übersteigen. Unter anderem drohte auch Gefahr durch Eisbären.
Hameister wurde mit dem Australian-Geographic-Society-Award als „Young Adventurer of the Year“ für ihre Nordpolexpedition 2016 ausgezeichnet. Die Expedition wurde in der National-Geographic-Dokumentation „On Thin Ice: Jade’s Polar Dream“ festgehalten, die in 170 Ländern ausgestrahlt wurde.

## Grönland
Auf ihrer zweiten Expedition absolvierte Hameister die 550 km lange Passage über den Grönländischen Eisschild. Sie startete in Kangerlussuaq an der Westküste der Insel und erreichte die Isertoq-Hütte an der Ostküste am 4. Juni 2017. Sie legte pro Tag etwa 25 km zurück und schloss die Expedition in 27 Tagen ab. Damit ist sie die jüngste Frau in der Geschichte, die Grönland durchquert hat.
Hameister wurde zu Beginn der Reise von einem Blizzard getroffen, doch aufgrund des warmen Wetters wurde sie von Regen statt von Schnee getroffen. Aufgrund dessen war sie gezwungen, diese Tagesreise abzubrechen und in ihrem Zelt zu trocknen.

## Südpol
Ende November 2017 brach Hameister zur letzten Etappe ihres polaren Hattricks auf. Sie legte vom Ross-Schelfeis an der antarktischen Küste über 600 km bis zum Südpol zurück. Dafür benötigte sie 37 Tage und erreichte den Pol am 10. Januar 2018.
Hameister errang mehrere Titel, so ist sie der jüngste Mensch, der auf Skiern von der Küste aus den Südpol erreichte. Außerdem ist sie die erste Australierin, die dies schaffte.
Nachdem 2016 eine TED-Konferenz mit Hameister bei YouTube online gestellt worden war, gingen dort mehrere abwertende Kommentare ein, die sie aufforderten, „mach mir ein Sandwich“. Als Reaktion postete sie in den sozialen Medien ein Foto von sich am Südpol mit einem Schinken-Käse-Sandwich in der Hand und forderte die Kommentatoren auf, selbst „die 600 km in 37 Tagen auf Skiern zum Südpol zu fahren um es zu essen.“

## Buch
Im September 2018 erschien bei Pan Macmillan Australia Hameisters Buch My Polar Dream, worin sie ihre Expeditionen zum Polar-Hattrick beschrieb. In den Vereinigten Staaten erschien es unter dem Titel Polar Explorer bei Feiwel & Friends.

## Anerkennung
Im März 2018 wurde Hameister von der australischen Vogue eine der „Game Changers 2018“ genannt. Im September 2018 wurde sie von der Australian Financial Review zu einer der hundert einflussreichsten Frauen in der Kategorie „Young Leader“ gekürt.
Anlässlich der Queen’s Birthday Honours wurde Hameister 2019 mit der Medaille des Order of Australia für ihre „Verdienste um die Polarforschung“ ausgezeichnet.